# 24 прелюдії (Шостакович)
«24 прелюдії», Op.34 Дмитра Шостаковича — цикл коротких п'єс для фортепіано, написаний і представлений у 1933 році. Прелюдії розташовані по квінтовому колу, по одній прелюдії в кожній мажорній та мінорній тональності .

## Створення
Шостакович почав складати прелюдії в грудні 1932 року, незабаром після закінчення опери «Леді Макбет» Мценського району. Він закінчив цикл у березні 1933 р., прем'єра відбулась у Москві в травні того ж року. Шостакович складав прелюдії здебільшого заради того, щоб повернутися до публічного виступу. Він припинив виступи в 1930 році, після того, як не зміг вийти на Перший міжнародний піаністичний конкурс Шопена 1927 року. Вперше прелюдії опублікував «Музгіз» у 1935 році, через два роки після їхньої прем'єри.

## Аранжування
У 1930-х роках скрипаль Дмитро Зиганов переписав 19 прелюдій для скрипки та фортепіано. Шостакович заявив: «Коли я чую транскрипції, я тим часом забуваю, що насправді складав прелюдії для фортепіано. Вони звучать настільки скрипково» У 2000 році композитор і піаністка Лера Ауербах зробила аранжування решти п'яти прелюдій.